# Marian Carr
Marian Carr (eigentlich Marion Dorice Dunn; * 6. Juli 1926 in Providence, Kentucky; † 30. Juli 2003 in Palm Desert, Kalifornien) war eine US-amerikanische Schauspielerin. In ihrer von 1946 bis 1963 andauernden Karriere wirkte sie in mehr als 30 Filmen und Fernsehserien mit.

## Leben
Marian Carr verbrachte ihre Kindheit in ihrer Geburtsstadt Providence, ehe sie als Jugendliche mit ihrer Familie nach Chicago zog. Dort machte sie ihren Abschluss an der Austin Community Academy High School und war fortan sowohl im Bürodienst als auch Model tätig. 1946 wurde Carr von einem Talentagenten entdeckt und zum Chicago’s Prettiest Office Worker ernannt. Anschließend zog sie nach Los Angeles, um dort in lokalen Theatern als Schauspielerin aufzutreten. Ebenfalls 1946 erhielt Carr einen Vertrag bei RKO Pictures unter Howard Hughes. Ihre erste Rolle folgte im selben Jahr im Kurzfilm Twin Husbands, gefolgt von der weiblichen Hauptrolle im Western San Quentin. 
Im Jahr ihres Debüts war Carr außerdem in einer kleinen Rolle als Jane Wainright in Frank Capras Tragikomödie Ist das Leben nicht schön? zu sehen, wurde hierbei aber nicht im Abspann genannt. In den folgenden Jahren spielte sie meist Nebenrollen in größeren Produktionen sowie Hauptrollen in B-Movies. Zu Carrs bekanntesten Filmauftritten zählt die Rolle der Friday im 1955 veröffentlichten Film noir Rattennest von Robert Aldrich. Neben ihrer Leinwandkarriere wirkte sie auch als Gastdarstellerin in mehreren Fernsehserien mit. Ihren letzten Auftritt als Filmschauspielerin hatte Carr 1956 im Film noir Im Dunkel der Nacht, nach weiteren Auftritten in diversen Fernsehserien zog sie sich 1963 ins Privatleben zurück.
Carr war von 1948 bis zur Scheidung im Jahr 1954 mit Frederick Levy verheiratet. Der gemeinsame Sohn kam 1952 zur Welt. Während ihrer Ehe und der Geburt des Kindes machte sie eine bis 1953 andauernde Pause von der Schauspielerei und lebte in dieser Zeit in San Francisco. Ihre zweite Ehe mit dem Fernsehproduzent Lester Linsk dauerte von 1958 bis 1966 an und wurde ebenfalls geschieden. Carrs dritte Ehe mit Francis Jerome Mason hielt bis zu ihrem Tod.
Marian Carr lebte zuletzt im kalifornischen Palm Desert, wo sie am 30. Juli 2003 im Alter von 77 Jahren starb. Carr besitzt keine Grabstätte, ihre Urne wurde einem Angehörigen übergeben.

## Filmografie (Auswahl)
- 1946: Twin Husbands (Kurzfilm)
- 1946: San Quentin
- 1946: Ist das Leben nicht schön? (It’s a Wonderful Life)
- 1947: The Devil Thumbs a Ride
- 1953: Northern Patrol
- 1954: Menschenraub in Singapur (World for Ransom)
- 1955: Rattennest (Kiss Me Deadly)
- 1956: Der Würger von Sing-Sing (Indestructible Man)
- 1955: Komödiantenkinder (The Seven Little Foys)
- 1956: Indestructible Man
- 1956: Schmutziger Lorbeer (The Harder They Fall)
- 1956: Die Rache der Cheyenne (Ghost Town)
- 1956: Im Dunkel der Nacht (Nightmare)